# Guests – Das Tor zur Hölle
Guests – Das Tor zur Hölle (russisch Гости Gosti) ist ein russischer Horrorfilm aus dem Jahr 2019 von Jewgeni Abysow.

## Handlung
Andrey verlor bei einem tragischen Unfall seine Frau und seinen kleinen Sohn. Seine Trauer nutzen zwei Dämonen aus, die die Gestalt seiner Familie annehmen, um sich in das Haus von Andrey niederzulassen. Da er besessen ist, scheitert später die Beziehung mit Katja.
Katja kellnert gemeinsam mit ihrer Freundin Polina. Dort bedienen sie eine Gruppe bestehend aus Jugendlichen, die ihre Abende damit verbringt, in leerstehende Anwesen einzubrechen und dann dort ausgiebig zu feiern. Auch Katja ist dabei, als die Jugendlichen in einem heruntergekommen und von Feuchtigkeit durchzogenen Haus einbrechen, dem augenscheinlich unbewohnten Zuhause von Andrey. Den schon leicht alkoholisierten Jugendlichen macht es dem Partyspaß keinen Abbruch.
Was keiner aus der Gruppe weiß: das Anwesen diente für dunkle Rituale und Séancen und ist mit übernatürlicher Materie durchströmt. Es dauert nicht lange, bis die ersten übernatürlichen Kreaturen auf sich aufmerksam machen. Der Reihe nach kommen die Jugendlichen ums Leben. Erst Andrey offenbart ihnen, dass man mit Feuer die Dämonen abschrecken kann und sagt ihnen, dass deren Lebensenergie von seiner abhängig ist. Um die Dämonen zu vernichten, begeht er Suizid um Katja zu retten.

## Kritik
Der deutsche Filmdienst beurteilte den Film als „Eine russische Variante des Haunted-House-Horrorfilms.“
Bei Splendid Medien hieß es: „Leichtsinnige Jugendliche, die unerlaubt in einem gruseligen alten Haus eine Party schmeißen – was kann da bloß schief gehen? Der außergewöhnliche Horrorfilm GUESTS – DAS TOR ZUR HÖLLE knöpft sich ausgediente Film-Klischees vor und schafft es dank seiner spannenden Story und interessanter Wendungen, dem Haunted-House-Genre neues Leben einzuhauchen.“
Moviepilot meinte: „dieser ganze Versuch, einen Spukhausfilm zu machen, ist einfach ein großer, langweiliger Fehlschlag. Etwa 52 Minuten lang gähnende Langeweile. Dann meinen die Filmemacher, ohhh bisher keiner gestorben, dann holen wir es jetzt aber mal nach! […] Es kommt, wie es kommen muss, bis auf 2 Party-Kiddies wird alles weggemetzelt.“
Fazit: „Die fade Story um ein altes Haus kommt einfach nicht in Schwung. Langatmige Dialoge, Geraune um Schimmel und geheimnisvolle Aufzeichnungen aber es passiert nicht wirklich viel.“